# IC 4979
IC 4979 — галактика типу SBc () у сузір'ї Телескоп.
Цей об'єкт міститься в оригінальній редакції індексного каталогу.